# Захід
За́хід (сторона заходу Сонця) — одна з чотирьох головних точок горизонту, що розташована ліворуч від спостерігача, що стоїть обличчям на північ.

## Статус
Захід є однією з чотирьох сторін світу.
Позначується захід W (англ. West).

## Інші тлумачення
Захід — географічна (Північна Америка, Західна та Центральна Європа), ідеологічна (ліберальна демократія) та економічна (тісні ринкові стосунки) єдність розвинутих держав світу. Найчастіше під цим розуміють військово-політичні союзи, у становленні чи розвитку яких провідну роль відіграли США — ЄС, НАТО, ОЕСР.

## Походження терміна
Частина світу, де заходить сонце.